# Сычуаньская полёвка
Сычуаньская полёвка (лат. Volemys millicens) — один из двух видов рода Volemys подсемейства Arvicolinae. В мировых зоологических коллекциях есть всего несколько экземпляров этого вида из провинции Сычуань Китайской Народной Республики.

## Описание
Длина тела сычуаньской полевки от 8,3 до 9,5 см, длина хвоста от 4,6 до 5,3 см. Длина стопы около 18 миллиметров, длина уха 14 миллиметров. Череп имеет общую длину от 23,7 до 24,7 миллиметра.
Шерсть на спине темно-коричневая, брюшко сероватое. Хвост двухцветный с серо-коричневым верхом и белым низом. Вершины кистей и стоп белые. По внешнему виду она очень похожа на полевку Массера (Volemys musseri), но значительно меньше по размерам и отличается от нее отсутствием задне-язычных треугольников в эмали первого верхнего коренного моляра M1 и имеется их только на M2.

## Распространение
Сычуаньская полевка известна только по нескольким особям из гор на северо-западе провинции Сычуань в КНР. Другие находки с юго-востока Сицзана (Тибетского автономного района) скорее всего относятся к этому виду, хотя и несколько крупнее типовой серии. Однако находки в Юньнани, вероятно, относятся к полёвке Кларка (Microtus clarkei).

## Образ жизн
Сведения об образе жизни сычуаньской полевки отсутствуют. Известные места обитания находятся в лесных районах на высоте более 4000 метров. В 2010 году он был также обнаружен в районе полей, где он, вероятно, будет конкурировать с крысами за место и еду. Как и другие полевки, она обитает в подземных норах и, вероятно, питается в основном травоядными различными частями растения.

## Систематика
Сычуаньская полевка рассматривается как отдельный вид в пределах рода Volemys, который состоит из двух видов. Первое научное описание принадлежит британскому зоологу Олдфилду Томасу, который описал этот вид в 1911 году, используя особей на реке Си-хо на северо-западе Сычуани. Первоначально этот род, а следовательно, и этот вид относили к роду серых полёвок (Microtus).

## Статус, угрозы и охрана
Сычуаньская полевка классифицируется Международным союзом охраны природы и природных ресурсов (МСОП) как вид списка предупреждений и, следовательно, как потенциально находящаяся под угрозой исчезновения (близкая к угрозе). Это оправдано тем фактом, что все известные животные известны только на очень небольшой территории менее 50 км² и что в этом регионе происходит сильная реструктуризация с целью расширения туризма. Информации о численности вида нет. В прошлом вырубка леса в пострадавшем регионе представляла угрозу для лесных видов, но сегодня существует опасность незаконной вырубки и преобразования среды обитания для зимнего туризма в лыжный парк.

## Комментарии
1. ↑  В книге "A Guide to the Mammals of China" в статье о V. millicens сказано "Известна по шести экземплярам из типового местонахождения", при этом карта ареала не соответствует приведённому выше тексту - на ней стоят четыре точки находок[1].